# Alfredo Trindade
Alfredo Trindade (Valada do Ribatejo, 3 de Janeiro de 1908 - 15 de Outubro de 1977) foi um ciclista de Portugal que venceu a Volta a Portugal em 1932 e 1933.
De pequena estatura, era o grande rival de José Maria Nicolau. O seu corpo foi sepultado no cemitério de Valada do Ribatejo, a terra que o viu nascer.

## Carreira desportiva
- 1930 - Sporting Clube de Portugal, Portugal
- 1931 - União Club Rio de Janeiro, Portugal
- 1932 - União Club Rio de Janeiro, Portugal
- 1933 - Sporting Clube de Portugal, Portugal
- 1934 - Sporting Clube de Portugal, Portugal
- 1935 - Velo Clube "Os Leões" (Ferreira do Alentejo), Portugal
- 1936 - Sporting Clube de Portugal, Portugal
- 1937 - Sporting Clube de Portugal, Portugal
- 1938 - Sporting Clube de Portugal, Portugal
- 1939 - Sporting Clube de Portugal, Portugal
- 1940 - Clube de Futebol "Os Belenenses", Portugal
- 1941 - Clube de Futebol "Os Belenenses", Portugal
- 1942 - Sporting Clube de Portugal, Portugal

## Palmarés
- 1932, venceu a Volta a Portugal
- 1933, venceu a Volta a Portugal